# Roberto Caparelli
Roberto Caparelli (1921. november 18. – 2000), bolíviai válogatott labdarúgó.
A bolíviai válogatott tagjaként részt vett az 1950-es világbajnokságon.

## Külső hivatkozások
- Roberto Caparelli – a FIFA adatbázisában